# Château de Chamborand
Le château de Chamborand, est un ancien château-fort médiéval construit dans la seconde moitié du XIIe siècle, situé sur la commune de Chamborand, dans le département de la Creuse, région Nouvelle-Aquitaine, en France.

### Pages externes
- Vue générale du château (2019) sur www.etreproprio.com
- Annonce immobilière du château (juillet 2019)